# Cerrina Monferrato
Cerrina Monferrato é uma comuna italiana da região do Piemonte, província de Alexandria, com cerca de 1.581 habitantes. Estende-se por uma área de 17 km², tendo uma densidade populacional de 93 hab/km². Faz fronteira com Castelletto Merli, Gabiano, Mombello Monferrato, Odalengo Grande, Odalengo Piccolo, Villamiroglio.

## Demografia
| Variação demográfica do município entre 1861 e 2011                               |
|                                                                                   |
| Fonte: Istituto Nazionale di Statistica (ISTAT) - Elaboração gráfica da Wikipedia |